# Корнийон-ан-Триев
Корнийон-ан-Триев (фр. Cornillon-en-Trièves) — коммуна во Франции, находится в регионе Рона — Альпы. Департамент коммуны — Изер. Входит в состав кантона Матезин-Триев. Округ коммуны — Гренобль.
Код INSEE коммуны — 38127. Население коммуны на 2007 год составляло 137 человек. Населённый пункт находится на высоте от 493  до 1 106  метров над уровнем моря. Муниципалитет расположен на расстоянии около 520 км юго-восточнее Парижа, 125 км юго-восточнее Лиона, 40 км южнее Гренобля. Мэр коммуны — Gérard Baup, мандат действует на протяжении 2008—2012 гг.
Динамика населения (INSEE):